# لامبوركيو
لَمبورِكْيَة أو لَمبورِكْيَة أو (نقحرة: لامبوركيو) هي بلدة إيطالية تقع في مقاطعة بستويا في منطقة تُسكانة.